# Hedley Bull
Hedley Norman Bull (Sydney, 10 giugno 1932 – Oxford, 18 maggio 1985) è stato un politologo australiano.
Professore di Relazioni internazionali all'Università Nazionale Australiana, alla London School of Economics, poi alla University of Oxford.
Fortemente influenzato dall'insegnamento di John Anderson, Herbert Hart e Martin Wight, Bull pone al centro della propria opera principale il concetto di "società anarchica" per comprendere le relazioni internazionali nei loro principali aspetti. 

## Pubblicazioni
- The control of the arms race: Disarmament and arms control in the missile age
- Strategic studies and its critics (1967)
- Justice in international relations (1984. (1983-84 Hagey lectures)
- The Anarchical Society: A Study of Order in World Politics Third ed.with forewords by Stanley Hoffmann and  Andrew Hurrell.
- Intervention in World Politics (1984)
- The Challenge of the Third Reich (1986) (The Adam von Trott Memorial Lectures)

## Fonti
- Alderson, Kai and Andrew Hurrell Hedley Bull On International Society (2003)
- Miller, J.D.B. and R.J. Vincent Order and Violence: Hedley Bull and International Relations (1990)
- Vigezzi, Brunello The British Committee on the Theory of International Politics (2005)
- Michele Chiaruzzi, Hedley Bull: la ricerca dell’ordine internazionale, in F. Andreatta (a cura di), Le grandi opere delle relazioni internazionali (2011)